# Modern Times Forever (Stora Enso Building, Helsinki)

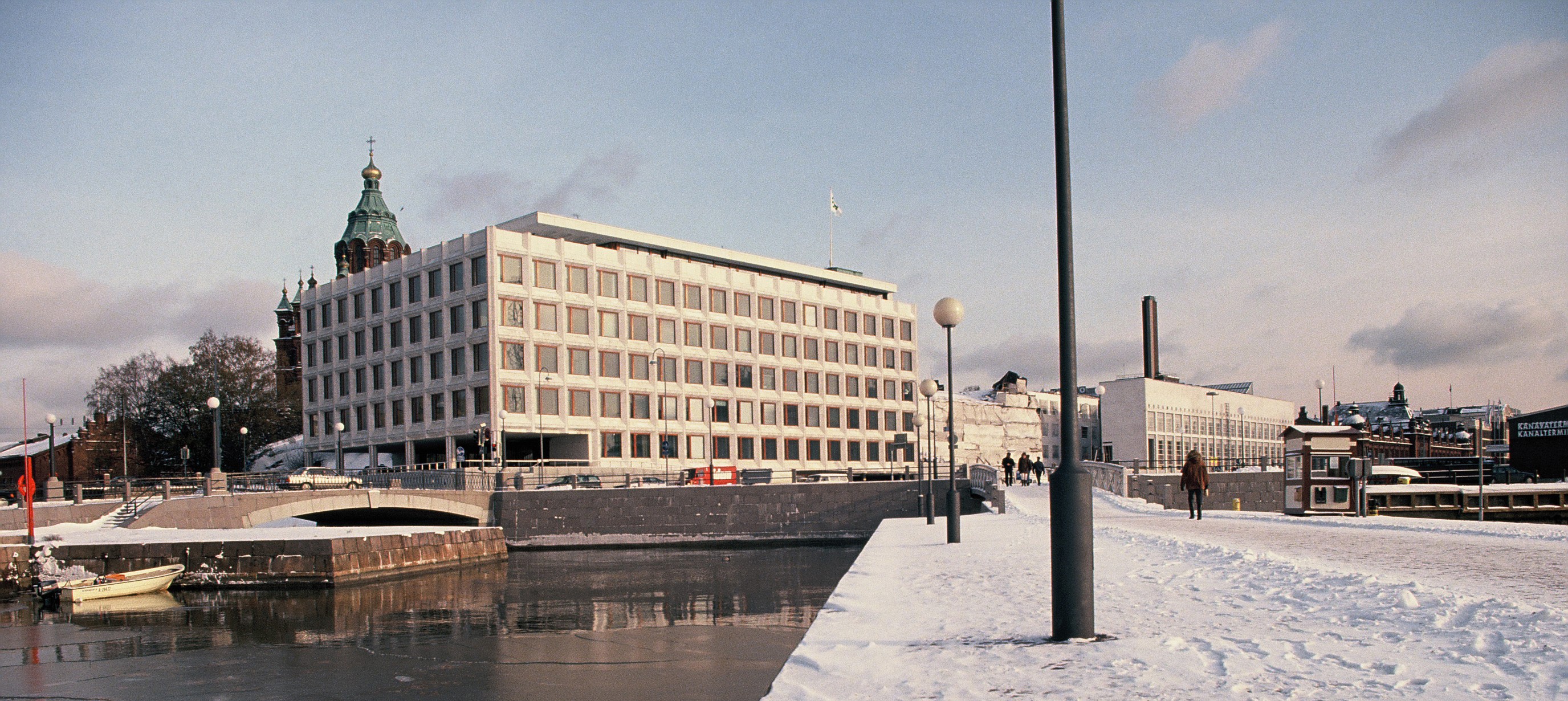
Edifício Stora Enso.

Modern Times Forever (Stora Enso Building, Helsinki), mais conhecido simplesmente por Modern Times Forever, é um documentário de 2011 criado pelo grupo de arte dinamarquês Superflex, e dirigido por Jakob Fenger, Rasmus Nielsen e Bjornstjerne Reuter Christiansen. Ele ganhou notoriedade após assumir o posto do mais longo filme já produzido no mundo, em março de 2011, com duração de 240 h (10 dias).
O longa mostra a sede da fabricante de papel Stora Enso se transformar num prédio dilapidado enquanto o tempo acelera para o futuro, quando a raça humana foi extinta. O edifício, criado pelo arquiteto Alvar Aalto, foi escolhido por ser "um símbolo de poder". A intenção da produção, aparentemente, é mostrar como a ação do tempo influencia grandes marcos e monumentos históricos e arquitetônicos, como este prédio localizado na capital finlandesa.
O filme foi exibido uma única vez,  na própria fachada do prédio que serviu de base para o filme.

## Sinopse
| “ | "Pensado sobre o que aconteceria com o edíficio Stora Enso, sede da Helsinki, um símbolo arquitetônico e ideológico, um acompanhamento do prédio durante dez dias, compactado em 240 horas de filme, é registrado como forma de prospectá-lo ao longo dos próximos mil anos." | ” |